# Brasil Open 1985
Il Brasil Open 1985 è stato un torneo di tennis giocato sulla terra rossa. È stata la 3ª edizione del torneo, che fa parte del Virginia Slims World Championship Series 1985. Si è giocato a Guarujá in Brasile dal 18 al 24 marzo 1985.

## Campionesse

### Singolare
Mercedes Paz ha battuto in finale  Laura Gildemeister con il punteggio di 5–7, 6–1, 6–4

### Doppio
Gabriela Sabatini /  Mercedes Paz hanno battuto in finale  Neige Dias /  Csilla Bartos-Cserepy con il punteggio di 7–5, 6–4